# Juvung
Juvung (en népalais : जुभुङ) est un comité de développement villageois du Népal situé dans le district de Gulmi. Au recensement de 2011, il comptait 3 871 habitants.